# 1991 FL4
1991 FL4 är en asteroid i huvudbältet som upptäcktes den 25 mars 1991 av den belgiske astronomen Henri Debehogne vid La Silla-observatoriet.
Asteroiden har en diameter på ungefär 23 kilometer.